# Ulf af Trolle
Ulf af Trolle, född 18 augusti 1919 i Åkarp, död 24 juli 1997 i Frankrike, var en svensk företagsekonom som var aktiv dels inom akademiska världen, och dels som konsult. 

## Biografi
af Trolle blev 1944 Bertil Ohlins assistent vid Handelshögskolan i Stockholm. af Trolle var professor i företagsekonomi vid Handelshögskolan i Göteborg 1951–1967. Han var även skolans rektor åren 1959–1962.
Trolle var också en av initiativtagarna till den utbildningsverksamhet som startade 1966 på kvällstid vid Göteborgs Handelshögskola. Han ansåg att kombinationen av praktik och teori var nödvändigt för att marknadsförare och säljare skulle bli professionella i sitt jobb. Denna verksamhet blev 1968 stiftelsen IHM (Institutet för Högre Marknadsföring).  Trolles tankar utgör än idag grunden för IHM:s verksamhet.
I sin senare konsultverksamhet var af Trolle specialiserad på att hjälpa företag i kris, och i denna roll kom han få smeknamnet "företagsdoktorn". Under strukturkrisens och oljekrisernas 1970-tal fanns det många svenska företag som led av problem. Hans angreppssätt var att identifiera en livskraftig kärna i företaget, och att lägga ned eller sälja övriga delar som var förlustkällor. af Trolle uppges ha haft ett mycket stort inflytande på flera kända svenska VD:ars verksamhet, såsom Björn Wahlström, Rune Andersson, Per-Olof Eriksson (civilingenjör) och Bernt Magnusson.
Han tog även fram flera matematiska tabeller som än idag används i handelsutbildningen på universiteten i Sverige och Norden. Bland de mest kända var modellerna för ett företags marginaler och vinst på varje enskild affär en säljare gjorde samt vilka konsekvenser (negativa respektive positiva) det fick för lönsamheten om säljaren sänkte priset och gav rabatter jämfört med om han istället höjde priset.
af Trolle var även verksam som opinionsbildare, och hade bland annat en kritisk inställning till den förda svenska ekonomiska politiken under 1970-talet. Han led dock av en svår lungsjukdom när han var ung, och hänvisar till denna sjukdom i titeln på sin memoarbok Ett andfått liv. Han var gift fyra gånger, sista gången med sin släkting Marika af Trolle. År 2007 hedrades han med en staty som står placerad utanför Göteborgs Universitet.

## Utmärkelser
- Kommendör av Vasaorden, 3 december 1974.[1]
- Ekonomie hedersdoktor vid Handelshögskolan i Stockholm (ekon. dr. h.c.) 1989